# Municipio de Oteapan
El municipio de Oteapan  es uno de los 212 municipios del estado mexicano de Veracruz. Su cabecera es la localidad de Oteapan. Tiene su ubicación en la zona sureste del estado. Sus coordenadas son 18°0′20.42″N 94°39′53.63″O / 18.0056722, -94.6648972 y cuenta con una altura de 50 m s. n. m.
En sus inicios fue un pueblo popoluca muy antiguo que formaba parte de la provincia de Coatzacoalcos en el siglo XVI y conservó en su alfarería formas, pastas y jeroglíficos olmecas. En 1831 poseía una legua cuadrada de tierras.
Oteapan lo conforman tres localidades en las cuales habitan aproximadamente 17 570 personas.

## Principales localidades
Oteapan sus principales actividades son la agricultura, ganadería y comercio. Se localiza a 394 km aproximadamente al sureste de la capital del Estado.
La Tina cuenta con una población de 2,000 habitantes, su principal actividad es comercial. Se ubica a 3 km al noroeste de la cabecera municipal.
El Porvenir cuenta con una población de 900 habitantes; se localiza a 6 km al este de la cabecera municipal.

## Toponimia
Voz náhuatl, que significa "camino al pozo".

## Historia
En sus inicios históricos fue un pueblo popoluca muy antiguo, que formaba parte de la provincia de Coatzacoalcos en el siglo XVI y conservó en su alfarería formas, pastas y jeroglíficos olmecas. En 1831 poseía una legua cuadrada de tierras.

## Localización
Se encuentra ubicado en la zona sureste del Estado de Veracruz en las inmediaciones de las llanuras del Sotavento, en las coordenadas 18° 00" latitud norte y 94° 40" longitud oeste, a una altitud de 50 metros sobre el nivel del mar. Limita al norte con Chinameca, al este con Cosoleacaque, al sur con Zaragoza, suroeste con Jáltipan. Su distancia aproximada al sureste de la capital del estado, por carretera es de 394 km.

## Límites
- Norte: Chinameca
- Sur: Zaragoza
- Este: Cosoleacaque
- Oeste: Jáltipan

## Clima
En Oteapan el clima es cálido-regular, con una temperatura de 26 °C, lluvias abundantes en verano y principios de otoño, con menor intensidad en invierno.

## Orografía
El municipio se encuentra ubicado en la zona sureste del estado en las inmediaciones de las llanuras del Sotavento.

## Hidrografía
Se encuentra regado por un pequeño arroyo que es tributario del río Chacalapa, que a su vez es tributario del Coatzacoalcos.

## Clima
Su clima es cálido-regular con una temperatura promedio de 25 °C; su precipitación pluvial media anual es de 2,600 mm.

## Principales ecosistemas
Los ecosistemas que coexisten en el municipio son el de selva alta perennifolia con especies de palo de agua, ojoche, guayacán, mamey y palma real, donde se desarrolla una fauna compuesta por poblaciones de armadillos, tigrillos, mapaches, tuzas, chachalacas, pericos, nauyacas e iguanas.

## Características y uso del suelo
Su suelo es de tipo regular, se caracteriza por su textura arcillosa, arenosa, con tonalidad variable, de moderada susceptibilidad a la erosión. El porcentaje que se destina a la agricultura y ganadería no alcanza el 50%.

## Rescursos naturales
El municipio cuenta con recursos forestales.

## Medios de comunicación
La ciudad recibe la señal de estaciones radiodifusoras de AM y FM, también se recibe la señal de televisión vía satelital y abierta. Así mismo circulan medios impresos. Cuenta con servicio telefónico por marcación automática en la cabecera,  además 1 oficina postal.
En cuanto a servicios digitales y de internet cuenta con servicios de infraestructura de tecnología de punta mediante internet por fibra óptica de la empresa transnacional Telmex; cuenta con red de celular 4.5 G  por parte de las mayores empresas de telecomunicaciones del país como Telcel, AT&T, Movistar, así como torres que cubren la ciudad.

## Vías de comunicación
La ciudad está comunicada vía terrestre, con una de las carreteras de vanguardia, la llamada Avenida Pino Suárez, que pasa exactamente en medio de la ciudad que la divide en dos y que lo conectan directamente por medio de dos salidas con las principales ciudades de la región como son Coatzacoalcos y Minatitlán.
El municipio cuenta con carretera asfaltada que lo comunica con: San Pedro Soteapan en 47 km, Cosoleacaque en 3 km y con Jaltipan en 15 km.

## Actividad económica
El municipio cuenta con una superficie total de 1,640 hectáreas dedicadas a la agricultura, de las que se siembran 899.19 hectáreas, en las 348 unidades de producción. Los principales productos agrícolas en el municipio y la superficie que se cosecha maíz y arroz.
En el municipio existen 123 unidades de producción rural con actividad forestal, de las que 7 se dedican a productos maderables.  
Tiene una superficie de 1,696 hectáreas dedicadas a la ganadería, en donde se ubican 256 unidades de producción rural con actividad de cría y explotación de animales.  Cuenta con aprox 4,685 cabezas de ganado bovino de doble propósito, además de la cría de ganado porcino, ovino y equino. Las granjas avícolas tienen cierta importancia.  
En el municipio se han establecido industrias entre las cuales encontramos 1 micro. Destacando la industria de fabricación y reparación de carrocerías.  
Su comercio está representado principalmente por tiendas de abarrotes, zapaterías, mueblerías, papelerías, ferreterías y expendios de materiales para la construcción, entre otros.  
El municipio brinda servicio de restaurante.

## Fiestas
Del 1 al 5 de mayo se realiza una fiesta religiosa en honor al Señor de la Salud. El día 16 de julio en honor a la Virgen del Carmen. Los días 21 y 22 de noviembre se celebra la fiesta en honor a Santa Cecilia. Los días 11 y 12 de diciembre se realiza la fiesta en honor a la Virgen de Guadalupe. El último domingo de diciembre se lleva a efecto el tradicional concurso del Pobre Viejo (concurso de versos acerca de hechos destacados durante el año).

## Población
En 2015, 59,3% de la población se encontraba en situación de pobreza moderada y 17,2% en situación de pobreza extrema. La población vulnerable por carencias sociales alcanzó un 18,0%, mientras que la población vulnerable por ingresos fue de 2,40%.
En 2015, 8,81% de la población en Oteapan no tenía acceso a sistemas de alcantarillado , 33,8% no contaba con red de suministro de agua, 9,59% no tenía baño y 2,16% no poseía energía eléctrica.
La mayor parte de la población vive en hogares indígenas, más de la cuarta parte de las viviendas tienen piso de tierra y la quinta parte consisten en viviendas de una sola habitación. El 85% de todas las viviendas tienen instalaciones sanitarias y tienen acceso a la luz eléctrica.
La estructura económica permite solo a 80 viviendas tener una computadora, a 591 tener una lavadora y 2462 tienen televisión.

## Música
Es típica del municipio la música de banda de viento formando verdaderas orquestas que representan a la ciudad en eventos nacionales e internacionales.
Cuenta con grupos de música de rondalla, y últimamente se ha incentivado la música electrónica, pop y urbana entre la población juvenil.

## Artesanías
Ollas de barro, refajos (faldas tejidas a mano) y canastas tejidas.

## Gastronomía
Iguana en mole, tamales de masa y picadillo, choco tamales y mole de acuyo. 

## Educación
La ciudad de Oteapan tiene 24 escuelas, de las cuales 8 de Preescolar (kinder), 14 de Primaria, 1 Secundaria, 1 Media Superior (Telebachillerato).

## Cronología de los presidentes municipales
| Presidente                    | Periodo   | Partido |
| Simón López Luria             | 1955-1958 |         |
| Pedro Francisco Francisco     | 1958-1961 |         |
| Alberto López de la Rosa      | 1961-1964 |         |
| Luis Pérez Luria              | 1964-1967 |         |
| Pini Francisco Luria          | 1967-1970 |         |
| Amadeo Venancio Luria         | 1970-1973 |         |
| Andrés Luria Luria            | 1973-1976 |         |
| Eulogio Francisco de la Rosa  | 1976-1979 |         |
| Artemio Pérez Reyes.          | 1979-1982 |         |
| Felipe Martínez López         | 1982-1985 |         |
| Francisco Pérez Abel          | 1985-1988 |         |
| Isabel O. Domínguez Luria     | 1988-1991 | PMS     |
| Agustín Pérez Espinoza        | 1992-1994 | PRI     |
| Joel Pérez Fernández          | 1995-1997 | PRD     |
| Mateo Vidaña Pérez            | 1998-2000 | PRD     |
| Juventino Luria Pérez         | 2001-2004 | CAFV    |
| Francisco López Pérez         | 2005-2007 | COAL    |
| Mario Pérez Espinoza          | 2008-2010 | CAFV    |
| Flavio Domínguez López        | 2011-2013 | PAN     |
| Noe Gómez Pérez               | 2014-2016 | COAL    |
| Berlín López Francisco        | 2018-2021 | PES     |
| Jairo César Martínez González | 2021-2024 | FC      |